# Dolichogyna minotaurus
Dolichogyna minotaurus är en tvåvingeart som först beskrevs av Speiser 1914.  Dolichogyna minotaurus ingår i släktet Dolichogyna och familjen blomflugor.
Artens utbredningsområde är Peru. Inga underarter finns listade i Catalogue of Life.